# Orimarga tinguana
Orimarga tinguana är en tvåvingeart som beskrevs av Alexander 1943. Orimarga tinguana ingår i släktet Orimarga och familjen småharkrankar. Inga underarter finns listade i Catalogue of Life.